# Episodi
Episodi är en finländsk tidskrift med inriktning på film och TV-serier. Tidningen grundades 2003 och utges av Pop Media. År 2005 fusionerades Como Media Oy (senare Pop Media Oy) med Hohto Publishing Oy vilket ledde till att Episodi slogs samman med filmtidningen Hohto och dess systerpublikation DVD Hohto.